# Cephalotripsy
Cephalotripsy je americká slam death metalová skupina z Kalifornie. Byla založena v roce 2003 a vydala 2 studiová alba a 3 dema / proma. Kapela se charakterizuje velmi pomalým death metalovým stylem se zaměřením na hraní především slamových riffů.
Název kapely znamená způsob vyjmutí mrtvého plodu z dělohy rozdrcením hlavičky.

## Sestava

### Současní členové
- Angel Ochoa – zpěv (2006–současnost)
- Andres Guzman – kytary (2008–současnost)
- Diego Sanchez – baskytara (2017–současnost)
- Albert Rios – bicí (2021–současnost)

### Bývalí členové
- Nick Ochs – kytary (2003–2007)
- Kyle Heart – bicí (2005–2006)
- Forrest Stedt – bicí (2006–2021)
- Kenny Huffman – kytary (2006)
- Rah Davis – baskytara (2006)
- Wes "Hux" Kell – kytary (2007–2008)
- Carlos "Zinky" Hernandez – baskytara (2007)
- Shawn Whitaker – baskytara (2008)
- Mark Candelas – baskytara (2011–2012)

## Diskografie

### Studiová alba
- Uterovaginal Insertion of Extirpated Anomalies (2007)
- Epigenetic Neurogenesis (2024)

### Dema/Proma
- Demo 2006
- Promo 2007
- Promo 2011